# Rulteholmen
Rulteholmen est une île norvégienne du comté de Hordaland appartenant administrativement à Austevoll.

## Description
Rocheuse et désertique, elle s'étend sur environ 127 m de longueur pour une largeur approximative de 108 m.